# Radziłów
Radziłów är en by (tidigare stad) i Podlasien i Polen. Befolkning: 1 267 invånare (2007).
1941 var staden platsen för en stor massaker på den judiska delen av stadens invånare. Ansvariga för pogromen var stadens katolska polacker.